# 乙炔钠
乙炔钠，又称碳化钠，化学式Na2C2，是钠形成的碳化物之一。

## 制备
在 400 °C 至600 °C 下，乙炔（C2H2）和钠反应而成。
{\displaystyle {\ce {C2H2 + 2 Na -> Na2C2 + H2}}}

## 性质
乙炔钠在800 °C 下分解。与水剧烈反应，发生爆炸。
{\displaystyle {\ce {Na2C2 + 2H2O -> 2NaOH + C2H2 ^}}}
它的THF溶液可以用作羰基化合物的还原剂。
{\displaystyle {\ce {2[MnBr(CO)5] + Na2C2 -> [Mn2(CO)10] + 2NaBr + 2C}}}